# Paracletus bykovi
Paracletus bykovi är en insektsart som först beskrevs av Alexandre Mordvilko 1921.  Paracletus bykovi ingår i släktet Paracletus och familjen långrörsbladlöss.

## Underarter
Arten delas in i följande underarter:
- P. b. uzbekistanica
- P. b. bykovi